# Валерия и Максимилиано
„Валерия и Максимилиано“ (на испански: Valeria y Maximiliano) е мексиканска теленовела, създадена от Нора Алеман, режисирана от Луис Велес, Хосе Акоста Навас и Клаудио Рейес Рубио и продуцирана от Карлос Сотомайор за Телевиса през 1991-1992 г.
В главните роли са Летисия Калдерон и Хуан Ферара, а в отрицателните - Марко Муньос, Ана Колчеро и Джина Романд, в поддържащите роли са Сесилия Габриела, Артуро Пениче и Магда Карина. Специално участие вземат Магда Гусман, Росита Аренас, Карлос Брачо, Клаудио Обрегон и Рубен Рохо.
За разлика от други мелодрами, в тази теленовела главната героиня е капризна, аристократична, егоцентрична, презряна и арогантна млада жена, която желае да получи това, което иска, без да се интересува от цената, която трябва да плати. Ролята, изпълнена от Летисия Калдерон, ѝ печели признания и добри отзиви за високата ѝ актьорска способност.
Въпреки че ръководителите на Телевиса са съгласни с излъчването на тази теленовела, имат малко очаквания за успех, но от самото начало теленовелата бележи най-високите нива на аудиторията на канала. Повтаря се по същия канал от юли 2000 до септември 2001 г. с добри рейтинги дори за повторение. Теленовелата има световен успех, излъчена е в Италия, Испания, Русия, Германия, Франция, Съединените щати и Бразилия.
От 19 септември 2016 г. до 20 януари 2017 г. е излъчена отново по канал TLNovelas.

## Сюжет
Валерия Ландеро е богато и арогантно момиче, свикнало, че родителите ѝ ще изпълняват всички нейни капризи, за да живее като истинска принцеса. Баща ѝ, Мигел Ландеро, е собственик на брокерска къща с много висок социален престиж, а майка ѝ, Бланка, е успешна лекарка, която има частна клиника, където работи щастливо, без да е зависима от съпруга си. Те имат още две дъщери – Дулсе и Сусана. Валерия завършва обучението си и започва да работи до баща си, където се доказва като интелигентна и способна жена, за разлика от сестрите ѝ, които имат спокоен характер, особено Дулсе, която поради бъбречно заболяване трябва да живее спокойно, за да запази здравето си.
Патрисио Дел Вал, приятел на семейството, пристига от чужбина и иска да говори с дон Мигел. Валерия, който винаги е била влюбена в него си мисли, че любовта е взаимна и предполага, че разговорът между Мигел и Патрисио е за предстоящия им годеж. Но за изненада на Валерия и на цялото семейство, Патрисио иска ръката на Дулсе, признавайки си, че са имали тайна връзка в продължение на две години. Вбесена, Валерия не желае този съюз да се състои. Когато Патрисио се жени за Дулсе, Валерия се опитва да го убеди да избягат далеч, но той отказва и признава, че не изпитва любов към съпругата си, а че трябва да изпълни ангажимента си. Скоро след това Дулсе информира семейството си, че е бременна.
При завръщането си от чужбина Патрисио е придружаван от най-добрия му приятел Максимилиано Рива, много успешен и богат бизнесмен, който се чувства силно привлечен от характера на Валерия. Валерия, от своя страна, изпитва смелост към Максимилиано, единствения човек, който не пада в краката ѝ, за да изпълни капризите ѝ.
Роман Де ла Фуенте работи в брокерската къща „Ландеро“. Той има връзка с Нидия, секретарка в същата агенция. Въпреки това, той решава да завладее Валерия, за да се издигне до висок пост. Една вечер, когато си тръгва от работа, Нидия отказва интимност на Роман, а той я изнасилва. Тя не подава оплакване, а скоро след това разбира, че е бременна.
Нещастието се настанява в дома на Ландеро, когато Валерия отблъсква Роман. За да ѝ отмъсти, планира измама, в която замесва Мигел и неговия партньор Хулио, с изчезването на няколко милиона долара. Желаейки да предпази дъщерите си от загубата на престиж, Мигел решава да изпрати Валерия и Сусана да живеят в ранчото на Патрисио, с тях изпраща и Нидия, за да ѝ помогне. Малко след това, Мигел е пратен в затвора, а правителството конфискува имуществото му, докато бъде оневинен, докато Хулио е прострелян в главата и изпада в кома.
В ранчото Роман напада Валерия, а Нидия се опитва да я защити, но е блъсната от Роман по стълбите и губи бебето. В същия момент Валерия прострелва Роман в крака, но той успява да се измъкне. Дулсе ражда, но не може да кърми бебето. Тогава Валерия решава Нидия да бъде кърмачка на бебето, но тя изпада в шок и си мисли, че това е нейното дете. Максимилиано се връща в ранчото си, за да помогне на Валерия. Той тръгва по следите на Роман, залавя го и го изпраща с хеликоптер в града, за да бъде арестуван. По пътя Роман ранява пилота и самолета пада в гората. Там Роман получава инфекция, в която губи окото си. Жаждата му за отмъщение срещу Валерия и Максимилиано става огромна.
Когато Валерия разбира за лошото положение на семейството си, се връща в града и се опитва да помогне по всички възможни начини, търсейки работа, но не намира нищо заради лошата семейна репутация. Семейните вещи са обявени на търг и всичко е купено от Роман. Ипотеката на къщата също е взета от него, а когато Валерия се опитва да я откупи, той нарочно всеки път вдига цената. Сусана става съюзница и любовница на Роман и му помага да продължи в тормоза над Валерия. Когато Салвадор, годеникът на Сусана, разбира за изневярата, отменя сватбата с нея. Салвадор признава, че винаги е обичал Валерия и ѝ предлага брак, за да спаси семейството ѝ.
Валерия започва да работи със Салвадор, за да се грижи за семейството си, а Максимилано, разочарован, решава да се оттегли и да се грижи за бизнеса си извън Мексико. Накрая, Валерия и семейството ѝ успяват да продължат напред: Хулио се възстановява, Мигел е освободен от затвора и е поканен да преподава икономика в чужбина, Нидия се омъжва за приятеля си Алберто и им се ражда син, но за съжаление Бланка умира в резултат на тежък хепатит. По-късно Салвадор е убит от един от партньорите му, а Максимилано идва на помощ на Валерия, която приема предложението му за брак. Те се женят бързо, но бракът им е пълен с недоразумения и съмнения, тъй като Сусана, превърнала се в най-лошия враг на сестра си, започва да подкопава брака им.

## Актьори
Част от актьорския състав:
- Летисия Калдерон – Валерия Ландеро Ромо де Рива
- Хуан Ферара – Максимилиано Рива Парада
- Марко Муньос – Роман Де ла Фуенте
- Артуро Пениче – Патрисио Дел Вал
- Ана Колчеро – Сусана Ландеро Ромо де Де ла Фуенте
- Сесилия Габриела – Дулсе Ландеро Ромо де Дел Вал
- Джина Романд – Мерседес де Рамос
- Магда Гусман – Еухения Ландеро де Субервие
- Рубен Рохо – Хулио Субервие
- Клаудио Обрегон – Ернесто Рамос / Франсиско
- Росита Аренас – Бланка Ромо де Ландеро
- Карлос Брачо – Мигел Ландеро
- Магда Карина – Нидия Рамос де Де ла Гарса
- Еухения Авенданьо – Нена Ландеро вдовица де Дел Вал
- Хуан Карлос Муньос – Салвадор Бесерил Гомес
- Уго Акоста – Алберто Де ла Гарса
- Хорхе Салинас – Дамян Субервие
- Исраел Хайтович – Хуан Пабло Субервие

## Премиера
Премиерата на Валерия и Максимилиано е на 30 декември 1991 г. по Canal de las Estrellas. Последният 90. епизод е излъчен на 1 май 1992 г.

## Награди и номинации
Награди TVyNovelas (1993)
| Категория                           | Номинация        | Резултат   |
| ----------------------------------- | ---------------- | ---------- |
| Най-добра теленовела                | Карлос Сотомайор | Номиниран  |
| Най-добра актриса в главна роля     | Летисия Калдерон | Номинирана |
| Най-добър актьор в главна рола      | Хуан Ферара      | Номиниран  |
| Най-добър актьор в отрицателна роля | Марко Муньос     | Номиниран  |

## Версии
- Ранени души, мексиканска теленовела от 2006 г., адаптирана от Хосе Енрике Хименес, Гилермо Кесада и Мария Аухилио Саладо и продуцирана от Роберто Ернандес Васкес за Телевиса. Жаклин Бракамонтес и Гай Екер дават живот на главните персонажи Миранда Сан Йоренте и Алехандро Луке. Тази адаптация не е успешена, тъй като има големи промени, направени в сценария, като например разликите в характерите на главните героини Валерия и Миранда. Характерът, който има Валерия, е преписан върху Рената, изиграна от Ингрид Марц, най-малката сестра на Миранда. В допълнение в адаптацията главният злодей е Берта, в ролята е Диана Брачо, сестрата на Фернанда, в ролята е Нурия Бахес, която е майка на Миранда. Също така в Ранени души семейство Сан Йоренте се занимава с отглеждането на какао, а Фернанда не живее със съмейството си. Летисия Каледрон, Хуан Ферара, Сесилия Габриела и Артуро Пениче имат специални участия в адаптацията.